# Lewistown (Montana)
Lewistown – miasto w Stanach Zjednoczonych, w stanie Montana, w hrabstwie Fergus.